# Фудбалска репрезентација Катара
Фудбалска репрезентација Катара је национална селекција Катара под управом Катарске фудбалске асоцијације. Никада се нису пласирали на Светско првенство. Као домаћин би требало да играју на Светском првенству 2022. године (21. новембар/18. децембар).

## Резултати репрезентације

### Светско првенство у фудбалу
| Година       | Коло                  |
| ------------ | --------------------- |
| 1930 до 1974 | Није учествовала      |
| 1978 до 2018 | Није се квалификовала |
| 2022         | Групна фаза           |
| Укупно       | 1/22                  |

### АФК азијски куп
| Првенство      | Резултат              | Позиција              | ИГ                    | Д                     | Н                     | ИЗ                    | ГД                    | ГП                    |
| -------------- | --------------------- | --------------------- | --------------------- | --------------------- | --------------------- | --------------------- | --------------------- | --------------------- |
| 1956. до 1972. | Није учествовала      | Није учествовала      | Није учествовала      | Није учествовала      | Није учествовала      | Није учествовала      | Није учествовала      | Није учествовала      |
| 1976.          | Није се квалификовала | Није се квалификовала | Није се квалификовала | Није се квалификовала | Није се квалификовала | Није се квалификовала | Није се квалификовала | Није се квалификовала |
| 1980.          | Групна фаза           | 8                     | 4                     | 1                     | 1                     | 2                     | 3                     | 8                     |
| 1984.          | Групна фаза           | 5                     | 4                     | 1                     | 2                     | 1                     | 3                     | 3                     |
| 1988.          | Групна фаза           | 5                     | 4                     | 2                     | 0                     | 2                     | 7                     | 6                     |
| 1992.          | Групна фаза           | 6                     | 3                     | 0                     | 2                     | 1                     | 3                     | 4                     |
| 1996.          | Није се квалификовала | Није се квалификовала | Није се квалификовала | Није се квалификовала | Није се квалификовала | Није се квалификовала | Није се квалификовала | Није се квалификовала |
| 2000.          | Четвртфинале          | 8                     | 4                     | 0                     | 3                     | 1                     | 3                     | 5                     |
| 2004.          | Групна фаза           | 14                    | 3                     | 0                     | 1                     | 2                     | 2                     | 4                     |
| 2007.          | Групна фаза           | 14                    | 3                     | 0                     | 2                     | 1                     | 3                     | 4                     |
| 2011.          | Четвртфинале          | 7                     | 4                     | 2                     | 0                     | 2                     | 7                     | 5                     |
| 2015.          | Групна фаза           | 13                    | 3                     | 0                     | 0                     | 3                     | 2                     | 7                     |
| 2019.          | Првак                 | 1                     | 7                     | 7                     | 0                     | 0                     | 19                    | 1                     |
| 2023.          | Првак                 | 1                     | 7                     | 6                     | 1                     | 0                     | 14                    | 5                     |
| Укупно         | 10/17                 | 10/17                 | 46                    | 19                    | 12                    | 15                    | 66                    | 52                    |